# Copiapoa taltalensis
Copiapoa taltalensis, conocida comúnmente como quisco del desierto, es una especie de planta suculenta perteneciente al género Copiapoa, dentro de la familia Cactaceae. Es endémica del norte de Chile (concretamente del suroeste de la región de Antofagasta).

## Descripción
Copiapoa taltalensis es una especie de cactus solitario y muy escasamente ramificado desde la base, que forma grandes matas de hasta 50 cm de altura. Su tallo individual va de globoso a cilíndrico corto y su epidermis es de color verde pálido o verde oliva, aunque eventualmente puede estar ligeramente teñida de marrón cuando se expone a pleno Sol. Mide de 5 a 10 cm de diámetro y presenta el ápice recubierto de lana densa y sedosa de color marrón, particularmente en el tiempo de floración. Tienen una gran raíz pivotante, larga y tuberosa.
Presentan de 10 a 17 costillas prominentes, no onduladas y divididas en grandes tubérculos de unos 0,7 cm de altura. Sobre éstas se asientan areolas circulares cubiertas de fieltro blanco o marrón y separadas unas de otras hasta 1 cm de distancia. Tienen espinas rectas o ligeramente curvadas, que aunque inicialmente son de color blanco a amarillo y de marrón a negro, más tarde se vuelven de color gris. Entre ellas se distinguen de 1 a 6 espinas centrales de más de 2 cm de largo, y de 7 a 12 espinas radiales de hasta 2 cm de longitud.

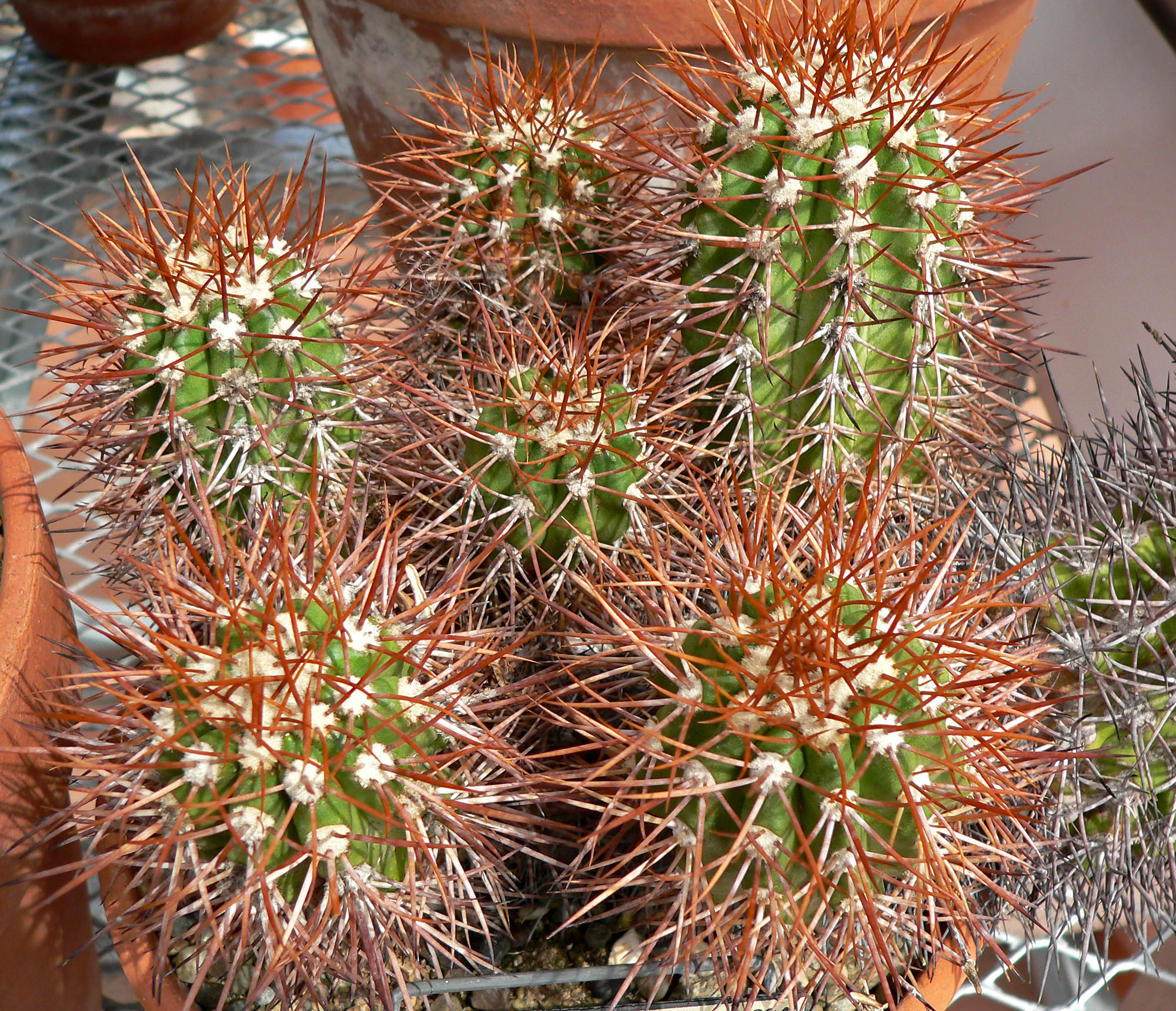
Grupo de plantas

Las flores son de color amarillo pálido o rojizo y crecen en el ápice de los tallos, casi ocultas en la densa lana. Miden de 3,5 a 4,2 cm de largo y hasta 5,5 cm de diámetro. Son fragantes (desprenden olor), se abren durante el día y se cierran por la noche, prolongando el período de apertura muchos días. Los frutos son rojos y van de forma globosa a ovoide. Miden hasta 1,4 cm de diámetro y son escamosos. En su interior contienen semillas pequeñas, negras y brillantes.

## Distribución y hábitat
El área de distribución nativa de esta especie es el norte de Chile (concretamente en el suroeste de la región de Antofagasta) y crece principalmente en biomas desérticos o de matorral seco, desde la costa hasta los 500 m de altitud. Se desarrolla en áreas abiertas en el desierto costero de Taltal, mayormente en laderas rocosas y suelos arenosos. 

## Taxonomía
La primera descripción de esta especie fue como Echinocactus taltalensis, publicada en 1929 por el botánico alemán Erich Werdermann en la revista científica Notizblatt des Botanischen Gartens und Museums zu Berlin-Dahlem 10: 763.
Posteriormente, el botánico chileno Gualterio Looser colocó la especie en el género Copiapoa, pasando a llamarse Copiapoa taltalensis y anotando estos cambios en la Revista Chilena de Historia Natural 33: 614 en el año 1929.
Etimología
- Copiapoa: nombre genérico que hace referencia a la ciudad chilena de Copiapó, ubicada en el desierto de Atacama, lugar donde se encuentran la mayoría de las especies de este género.
- taltalensis: epíteto geográfico que hace referencia a la localidad de Taltal, una ciudad costera en la región de Antofagasta, Chile. Al agregar el sufijo latino -ensis, que significa "de" o "proveniente de", se indica que esta especie se encuentra en dicha región.[5]

## Estado de conservación
En la Lista Roja de Especies Amenazadas de la UICN, la especie está clasificada como “En Peligro (EN)”.
Las principales amenazas que sufre la especie se deben a la recolección ilegal y las sequías prolongadas que resultan de la reducción de la duración de la temporada de camanchaca (niebla costera) debido al cambio climático, ya que esta niebla es la principal fuente de agua para estas plantas. Además se ven afectados por la construcción de caminos y la depredación por guanacos.

## Usos
Se cultiva principalmente como planta ornamental y su propagación se realiza a través de esquejes o semillas.